# 直州
直州（ちょくしゅう）は、中国にかつて存在した州。
西魏により設置された東梁州を前身とする。後梁が成立すると直州と改められた。605年（大業元年）、隋代により廃止され、その管轄区域は金州に移管された。

## 下部行政区画
- 安康郡
  - 寧都県
- 忠誠郡
  - 石泉県
  - 魏寧県
- 金城郡
  - 直城県